# 沃爾納特里奇 (印第安納州)
沃爾納特里奇（英語：Walnut Ridge）是位於美國印第安納州詹寧斯縣的一個非建制地區。該地的面積和人口皆未知。